# 北郭乡 (武陟县)
北郭乡，是中华人民共和国河南省焦作市武陟县下辖的一个乡镇级行政单位。

## 行政区划
北郭乡下辖以下地区：
小司马村、贾作村、裴庄村、北郭东村、北郭西村、蔡庄村、益庄村、南古岗村、下庄村、上庄村、西余会村、韩余会村、索余会村、镇南庄村、高余会村、两岗村、城子村、东安村、解封村、任后庄村、原庄村、罗作村、李后庄村、马后庄村、涧沟村、西草亭村、东草亭村、方陵村、岳马蓬村和赵马蓬村。